# جورج جي. رايت
جورج جي. رايت (بالإنجليزية: George G. Wright)‏ هو محامي وقاضي وسياسي أمريكي، ولد في 24 مارس 1820 في الولايات المتحدة، وتوفي في 11 يناير 1896 في نفس البلد. حزبياً، نشط في الحزب الجمهوري. وقد انتخب عضو مجلس الشيوخ الأمريكي.